# Miltu jezik
Miltu jezik (ISO 639-3: mlj), jezik naroda Miltu iz Čada, kojim govori 270 ljudi (1993 popis) u departmanu Loug-Chari blizu grada Miltou. Pripada istočnočadskoj skupini afrazijskih jezika. U upotrebi je i jezik bagirmi [bmi].
Klasificira se s jezicima boor jezik [bvf], gadang [gdk] i sarua [swy], svi iz Čada, istoj jezičnoj podskupini

## Vanjske poveznice
- Ethnologue (14th)
- Ethnologue (15th)